# Durumagi
Durumagi Là một biến thể của po, hay áo khoác ngoài trong hanbok, áo truyền thống Triều Tiên. Loại áo này thường được mặc ngoài cùng, bên trong là jeogori (áo jacket) và baji (quần). Durumagi có nghĩa là "áo kín quanh thân", và cũng có tên gọi khác như jumagui (주막의, 周莫衣), juchaui (주차의, 周遮衣) hay juui (주의, 周衣). Durumagi là áo mặc ấm và cũng là áo được dùng cho mục đích nghi lễ.
Nguồn gốc của áo durumagi có ít nhất từ thời kỳ Goguryeo, cho dù ảnh hưởng của Mông Cổ trong thời kỳ Goryeo đã làm thay đổi bề ngoài của loại áo này. Không chỉ phần eo của áo thay đổi thành một [hanbok|goreum], tay áo ngắn và rộng đã được kéo dài ra và thu hẹp lại theo phong cách áo khoác Mông Cổ xurumakci, mà người ta cho rằng tên gọi durumagi xuất phát từ đây.
Trong thời Triều đại Triều Tiên, áo durumagi ít được mặc như áo khoác ngoài nhưng lại được giới quý tộc mặc như áo khoác trong nhà còn giới bình dân thì mặc khi ở ngoài nhà. Năm 1884, vua Gojong của Đế quốc Đại Hàn đã ban dụ quy định thống nhất mẫu áo cho các tầng lớp trong xã hội. Tuy nhiên, chỉ dụ này vấp phải nhiều chống đối và phải đến 10 năm sau, sau cuộc cải cách Gabo năm 1894 thì durumagi mới trở nên phổ biến chung là một trang phục trang trọng.